# Lungo la valle delle bambole
("Z-Man")
Lungo la valle delle bambole (Beyond the Valley of the Dolls) è un film del 1970, diretto da Russ Meyer.
Fu il primo film diretto da Meyer per una major, ed è considerato uno dei suoi migliori film. È stato definito da lui stesso «il mio capolavoro di sesso e violenza». Nel 2001 la rivista The Village Voice inserì il film all'87º posto tra i 100 migliori film del secolo.
È noto in Italia sia con il titolo Lungo la valle delle bambole, che con il titolo originale Beyond the Valley of the Dolls.

## Trama
Casey assiste in una villa a un brutale omicidio sulla spiaggia: un uomo vestito da nazista viene trafitto da una spada impugnata da un misterioso individuo che indossa un mantello rosso. L'uomo entra nella villa, armato di pistola, si avvicina a una donna che sta dormendo, e le mette la canna in bocca. La ragazza si sveglia e urla. Tre componenti di un gruppo rock femminile, chiamato The Kelly Affair, si stanno esibendo durante una festa del college. Le ragazze sono: Kelly McNamara, la voce del gruppo, Casey Anderson, al basso, e Petronella Danforth, alla batteria. Sotto il palco c'è Harris Allsworth, manager del gruppo e fidanzato di Kelly.
I quattro partono per Hollywood, dove lavora come stilista Susan, la giovane zia di Kelly. Susan invita il gruppo a un party, dove conoscono il famoso magnate e produttore Ronnie Barzell, chiamato "Z-Man". Alla festa sono presenti bizzarri personaggi del mondo dello spettacolo, che ballano nudi, si accoppiano in ogni stanza e in ogni luogo, e cercano di farsi notare a tutti i costi.
"Z-Man" inizia a corteggiare Kelly, quindi lancia il gruppo nello show-business con il nuovo nome di The Carrie Nation, ed estromette Harris, diventando il nuovo manager del gruppo. Le tre ragazze, a contatto con il corrotto mondo dello spettacolo, iniziano a cambiare rapidamente: Kelly diventa scaltra e cinica, Petronella tradisce il fidanzato Emerson, con un pugile di colore campione mondiale dei pesi massimi (personaggio chiaramente ispirato a Cassius Clay), mentre Casey rimane incinta, dopo una notte passata con Harris, abortisce e diventa lesbica.
Nel frattempo Harris viene colto da depressione, viene adescato dalla pornostar Ashley St. Ives, e, quando la ragazza lo accusa di essere gay, tenta il suicidio gettandosi da un'impalcatura, mentre il gruppo delle ragazze suona nel corso di una trasmissione televisiva. Harris riesce a salvarsi, ma rimane paralizzato. Il suo gesto colpisce soprattutto Kelly, che abbandona tutto per stargli vicino. Intanto "Z-Man" decide di dare un party privato nella sua villa. Invita Casey e la sua amante, Roxanne, e il playboy Michael Blodgett, che vengono accolti da un maggiordomo vestito da nazista, e sono obbligati ad indossare dei curiosi costumi da supereroi.
Travestito da principessa, con un mantello rosso, "Z-Man" obbliga tutti a chiamarlo "Superwoman", quindi cerca di sedurre Blodgett, ma questi lo schernisce. "Z-Man" reagisce violentemente e lega Blodgett, che cerca di calmarlo. "Z-Man" gli confessa di essere realmente una donna, mostrandogli un seno. Blodgett reagisce con repulsione, e "Z-Man" lo decapita con una spada (con in sottofondo le fanfare della 20th Century Fox). Ormai impazzito, "Z-Man" insegue il maggiordomo (testimone dell'omicidio) sulla spiaggia, e lo trafigge con la spada. Casey assiste all'omicidio, da una finestra, e si rifugia in una stanza, mentre "Z-Man" rientra nella villa, prende una pistola e la infila in bocca a Roxanne, che sta dormendo, mimando una fellatio, prima di spararle.
Casey riesce a chiedere aiuto, telefonando a Kelly, ma subito dopo viene brutalmente uccisa da "Z-Man/Superwoman" ormai completamente impazzito. Nella villa arrivano Kelly, Harris, Petronella ed Emerson, che riescono ad uccidere "Z-Man". Harris, per lo spavento, riacquista miracolosamente l'uso delle gambe. Nel finale vengono celebrati tre matrimoni: si sposano Kelly e Harris, Emerson e Petronella, e la zia Susan con la sua vecchia fiamma Baxter.

## Produzione

### Regia
Dopo il grande successo riscosso nel 1968 da Vixen, Meyer ebbe molte proposte da parte delle major hollywoodiane. La 20th Century Fox offrì al regista un contratto per dirigere il sequel del melodramma La valle delle bambole, diretto da Mark Robson nel 1967. Meyer accettò, anche se con qualche esitazione. Chiamò quindi per scrivere la sceneggiatura il critico cinematografico Roger Ebert, che inizierà con questo film un duraturo sodalizio con il regista.
Ma l'ingresso di Meyer ed Ebert alla Fox non fu trionfale: lo studio all'epoca navigava in brutte acque, e un film diretto da un regista di film erotici e scritto da uno sceneggiatore esordiente non era visto di buon occhio. Comunque i due ebbero totale carta bianca, e Meyer asserì che quella fu l'unica volta in cui «i ricoverati diressero il manicomio».
Il budget del film era di 900.000 dollari.

### Sceneggiatura
Né Meyer né Ebert avevano letto il romanzo di Jacqueline Susann, ma avevano visto il film. I due decisero di seguirne la trama, trasformandola però in una satira sul mondo dello spettacolo. Il film doveva essere nello stesso tempo un melodramma, un film di cassetta, un musical, una commedia, un soft-core e un film di denuncia. Ebert lo definì il primo "Rock-camp-horror-exploitation-musical" della storia del cinema.
In origine la sceneggiatura non prevedeva il fatto che "Z-Man" in realtà fosse una donna. L'idea venne ad Ebert. La sceneggiatura fu scritta in sei settimane, «ridendo per tutto il tempo», affermò Ebert.

### Cast
Il cast del film è composto da molti attori-feticcio di Meyer: da Erica Gavin (protagonista di Vixen!), a Charles Napier, presente in quasi tutti i film del regista, a Haji, protagonista di Faster, Pussycat! Kill! Kill!. Durante il party iniziale fa la sua prima apparizione Pam Grier, in seguito star della blaxploitation. Edy Williams, che interpreta la pornostar, divenne in seguito la moglie del regista.
Per quanto riguarda le ragazze della band, Meyer volle attrici sconosciute, a differenza della Fox, che gli proponeva attrici famose. Alla fine il regista vinse la sua battaglia. Dolly Read e Chinthya Myers avevano posato entrambi per Playboy. Ma la vera icona del film è sicuramente John La Zar, cioè "Z-Man", che recitò ispirandosi al Riccardo III, di William Shakespeare. L'attore restò imprigionato in questo ruolo per il resto della sua carriera.
Sui set dei suoi film Meyer non dava molte spiegazioni agli attori. A chi gli chiedeva quali erano le motivazioni per interpretare il personaggio il regista rispondeva: «La tua cazzo di paga!». Ma sul set de La valle delle bambole Meyer fece di tutto per spronare i suoi attori, nascondendo loro di voler girare una commedia satirica, e disse loro di essere seri e rigorosi.

### Riprese
Le riprese del film iniziarono nell'inverno del 1969 e terminarono nel marzo del 1970. La scena della strage nella villa di "Z-Man" è un riferimento alla strage ordinata da Charles Manson il 9 agosto 1969 a Cielo Drive, un quartiere di Los Angeles, in cui venne uccisa tra gli altri l'attrice Sharon Tate.

### Censura
Per evitare di avere una X dalla Mpaa, vale a dire il divieto totale ai minori, Meyer limò e rivide a lungo la sceneggiatura, ma il film ebbe lo stesso la X. Quando arrivò la notizia, il regista decise di rimontare tutto il film, inserendo scene di nudo e di sesso in più, ma la Fox non glielo permise.
All'anteprima del film fu invitata anche l'autrice del romanzo, Jacqueline Susann, che rimase sconvolta e impose una didascalia nei titoli di testa del film, per smentire ogni collegamento con la sua opera. La scrittrice chiese anche i danni alla Fox, e alla sua morte, avvenuta nel 1974, il marito si accordò con la Fox per un risarcimento di circa 1 milione e mezzo di dollari.

## Distribuzione
Il film uscì nelle sale americane il 7 giugno 1970. In Italia non venne mai doppiato né distribuito nei cinema, ma fu pubblicato in DVD sottotitolato in italiano il 25 gennaio 2007 dalla 20th Century Fox Home Entertainment, con il titolo Beyond the Valley of the Dolls (Lungo la valle delle bambole).

## Accoglienza
La pellicola si rivelò un gran successo. Incassò infatti 9 milioni di dollari, esattamente dieci volte tanto il budget, e superò di gran lunga il film di Robson.

### Critiche
Il film scatenò le critiche più disparate. Alcuni lo interpretarono come una cruda rappresentazione del caso Charles Manson, avvenuto nel 1969. Un critico propose di mettere una nota all'inizio del film, che recitava: «Attenzione: questo film è estremamente pericoloso per il vostro intelletto. Proseguite con estrema cautela».
Ma la parte della critica più giovane adorò subito il film. Secondo il critico del New York Times Richard Corliss, e secondo Leonard Maltin, autore della famosa Film Guide, Lungo la valle delle bambole è uno dei migliori film degli anni settanta.
Hal Erickson ha scritto: «Fortemente criticato ai tempi della sua uscita, il film di Meyer negli anni si è guadagnato un grandissimo seguito di estimatori, per il suo singolare mix di musica pop, spirito camp ed exploitation».
Per Roger Ebert, Harrison Page e Marcia McBroom, il film ebbe un gran successo tra gli afroamericani perché mostrava una coppia di neri che faceva cose normali, come passeggiare tra i campi o baciarsi, a differenza di tanti film dell'epoca, nei quali gli afroamericani erano mostrati per la maggior parte mentre delinquevano.
Il film, e l'entrata di Meyer alla Fox, scandalizzarono Grace Kelly, all'epoca consigliere della major, che fece enormi pressioni affinché lo studio rompesse il contratto con il regista. Cosa che avvenne alla fine del secondo dei tre progetti, I 7 minuti che contano.

## Colonna sonora
La colonna sonora del film è composta dai seguenti brani:
1. Sweet Talkin' Candy Man
2. Beyond the Valley of the Dolls
3. Come With the Gentle People
4. Look up at the Bottom
5. In the Long Run
6. Find It
7. Once I Had You
8. A Girl From The City
9. I'm Comin' Home
10. Incense and Peppermint

## Influenze musicali
Il film ha influenzato molte rock-band, per il suo stile camp:
- nel 2002 i Murderdolls intitolarono il loro album d'esordio Beyond the Valley of the Murderdolls;
- il videoclip della canzone Pull Shapes, dei The Pipettes, è una parodia delle scene del film;
- nel 1995 il gruppo dei Nature realizzarono un singolo intitolato Z-Man's Party.

## Collegamenti ad altre pellicole
- Il look di "Z-Man", con corona, stivali dorati, abito viola e mantello rosso, verrà ripreso da The Rocky Horror Picture Show (1975), influenzando il personaggio di Frank-N- Furter. Sempre nello stesso film, in una sequenza è visibile la copertina dell'album della colonna sonora di Lungo la valle delle bambole.
- Haji nel film indossa un completino fetish, di cuoio e latex, ispirato alla Donna Gatto del film Batman, diretto da Leslie H. Martinson nel 1966.
- La serie di Austin Powers presenta molti debiti con il film di Meyer, soprattutto la frase «It's my happening and it's freaks me out!» (più o meno: «È la mia celebrazione, e questo mi manda fuori di testa!»), che è la stessa che urla "Z-Man".
- In Le deliranti avventure erotiche dell'agente speciale Margò, diretto da Meyer nel 1976 è presente la frase «Vedrai in faccia il nero sperma della mia vendetta!», che ricorda la battuta di "Z-Man" «Berrai lo scuro sperma della mia vendetta!».
- In Terror Firmer, film prodotto dalla Troma e diretto da Lloyd Kaufman nel 1999, è presente un serial killer che si rivela essere un ermafrodita.
- La serie animata South Park ha omaggiato il film, intitolando un episodio In the Valley of the Penises.

## Slogan promozionali
- «This Is Not A Sequel. There Has Never Been Anything Like It!»
«Questo non è un sequel. Non si è mai visto nulla di simile!»
- «This time... they've really gone»
- «The world is full of them, the super-octane girls who are old at twenty. If they get to be twenty»
- «The first of the shock rock!».